# Zenon Lewandowski
Zenon Eugeniusz Lewandowski (ur. 29 lipca 1859 w Niewolnie, zm. 23 marca 1927 w Poznaniu) – polski farmaceuta, wydawca, wielkopolsko-mazurski działacz społeczno-polityczny, filantrop, polityk, urzędnik konsularny.

## Życiorys
Urodzony w zamożnej rodzinie chłopskiej. Syn Kazimierza i Emilii z domu Euchaust. Absolwent gimnazjum w Śremie oraz wydziału farmacji na Uniwersytecie Jagiellońskim (1886). Po odbyciu praktyki chemicznej i farmaceutycznej w Berlinie otworzył drogerię w Gnieźnie (1888-1899). W 1897 założyciel a następnie prezes Związku Drogerzystów w Gnieźnie. Był także od 1898 wydawcą gazety „Lech”. Gazeta Gnieźnieńska. W okresie zaborów położył duże zasługi dla rozwoju polskiej farmacji, kształcąc wielu aptekarzy. 
Od czasu studiów interesował się położeniem ludności mazurskiej w Prusach Wschodnich. W latach 90. zaczął uczestniczyć w życiu politycznym Mazur, był współzałożycielem w Ełku Mazurskiej Partii Ludowej (1896), zrzeszającej głównie chłopów. Działał głównie w powiatach: Ełk, Mrągowo i Szczytno. Od 1898 poświęcił się całkowicie pracy społeczno-politycznej na Mazurach. W licznych artykułach programowych i odezwach nawoływał Mazurów do walki z germanizacją i junkrami pruskimi, stawał w obronie chłopów małorolnych, troszczył się o zatrudnienie bezrobotnych, o rozwój polskiej oświaty i kultury. Zwalczał zarazem konserwatystów oraz księży którzy chcieli kierować życiem politycznym. Z ramienia MPL trzykrotnie kandydował do Reichstagu (1898, 1903, 1911). Wspólnie z Michałem Kajką zakładał tow. oświatowe i biblioteki na Mazurach. Był skłócony z Centralnym Komitetem Wyborczym na Wielkie Księstwo Poznańskie a który pretendował do roli oficjalnego protektora sprawy mazurskiej. Uważał przy tym  że ośrodek polskiego życia społeczno-politycznego i kulturalno-oświatowego na Mazurach zbudowany wokół MPL nie powinien być zależny finansowo od ośrodków polskich z zewnątrz. W związku z tym był zwalczany przez polityków poznańskich. Działając indywidualnie, często doprowadzał także do licznych nieporozumień z działaczami mazurskim takimi jak Bogumił Labusz czy Fryderyk Leyk. Stąd coraz niechętniej dopuszczano go do prowadzonych akcji na Mazurach. 
W r. 1899 sprzedał drogerię w Gnieźnie i jako pełnomocnik Towarzystwa Kolonizacyjno-Handlowego wyjechał przez Szwajcarię i Francję do Brazylii, gdzie kupił 100000 morgów ziemi i zawarł z rządem brazylijskim umowę, na mocy której utworzono czysto polską kolonię w stanie Rio Grande do Sul. Do 1901 organizował tam wychodźstwo polskie. 
Po powrocie do kraju zamieszkał na stałe w Poznaniu gdzie prowadził od 1901 aptekę. Był współzałożycielem Polskiej Spółdzielni Zawodowej (1902) i wiceprezesem patriotycznego stowarzyszenia „Znicz” Wygłosił także w tym czasie szereg odczytów na temat stosunków społeczno-politycznych w Brazylii. Od 1911 z powrotem także zaangażował się akcji wyborczej na Mazurach, choć znajdował się pod obserwacją policji. 
Po wybuchu I wojny światowej nie wycofał się z życia publicznego. W latach 1914–1926 był radnym miasta Poznania. Należał także do Centralnego Komitetu Obywatelskiego (1916-1918).  W listopadzie 1918 był członkiem wydziału wykonawczego Rady Ludowej m. Poznania, oraz delegatem Rady do Rady Robotniczo-Żołnierskiej w Poznaniu. Był także pełnomocnikiem dla spraw miejskich Naczelnej Rady Ludowej. W grudniu 1918 był delegatem powiatu szczytnieńskiego na Polski Sejm Dzielnicowy w Poznaniu. Wziął czynny udział w Powstaniu Wielkopolskim uczestnicząc w walkach ulicznych w Poznaniu. 
Od 1919 działacz i członek Zarządu Głównego Narodowego Stronnictwa Robotników. Z ramienia tej partii był w latach 1919-1922 posłem na Sejm Ustawodawczy wybranym w 2 poznańskim okręgu wyborczym (Gniezno-Czarnków-Chodzież). W Sejmie należał Narodowego Chrześcijańskiego Klubu Robotniczego. W sejmu uczestniczył w przygotowaniu reformy rolnej i był twórcą ustawy prohibicyjnej. Należał także do licznych stowarzyszeń gospodarczych i społecznych w Poznaniu, był m.in. dyrektorem «Domu Przemysłowego», członkiem zarządu głównego Polskiej Ligi Przeciwalkoholowej, zarządu Tow. Właścicieli Domów, zarządu Poznańskiego Towarzystwa Przyjaciół Nauk. Przekształcił wówczas założoną przez siebie organizację drogerzystów w Gnieźnie w Związek Drogerzystów RP. Był aż do śmierci prezesem komisji szkolnej obwodu poznańskiego a od 1922 członkiem honorowym Związku. Był także prezesem a następnie członkiem honorowym Związku Młodych Drogerzystów na Obwód Poznański.
Jednocześnie od 1919 był zaangażowany w akcję na rzecz przyłączenia Mazur do Polski. W 1919 przewodniczył delegacji mazurskiej do Wersalu, gdzie przedłożył na konferencji pokojowej postulaty ludności polskiej i domagał się przyłączenia Warmii i Mazur do Polski bez plebiscytu, wskazując na etniczne i historyczne związki tych ziem z Polską. Następnie w latach 1919-1920 pracował w Mazurskim Komitecie Plebiscytowym - m.in. uczestnicząc w akcji wiecowej, gdzie wygłaszał przemówienia i kolportował własne ulotki, odezwy i broszury potępiające pruski nacjonalizm i wzywające ludność mazurską do opowiedzenia się za Polską. Był przedstawicielem Polski w Międzysojuszniczej Komisji Plebiscytowej w Olsztynie. Od 10 lutego do 20 kwietnia 1920 był pierwszym konsulem generalnym RP w Olsztynie. Z funkcji tej został odwołany, ponieważ kwestionował proniemieckie stanowisko Komisji Międzysojuszniczej w Olsztynie, na skutek interwencji tejże u władz polskich.
W 1905 ożenił się z Janiną z Jerzykowskich. Mieli czworo dzieci: Marię, Kazimierę, Emilię i Eugeniusza. 
Zmarł w Poznaniu, gdzie został pochowany na cmentarzu parafii Matki Bożej Częstochowskiej.

### Niektóre prace własne
- Repetytorium chemii organicznej, Poznań 1886,
- Wychodźstwo polskie, Stan Parana w Brazylii, Poznań 1902, Wielkopolska Biblioteka Cyfrowa - wersja elektroniczna
- Mazur i karczmarz, obrazek z życia Mazurów w Prusach Wschodnich, Poznań 1902
- Słownik dla drogierzystów, chemików-farmaceutów i pokrewnych zawodów, t. I, Poznań 1914, (następne dwa tomy w rękopisie),
- Co każdy Mazur dzisiaj wiedzieć powinien, wedle listków i przekonań prawnych mazurskich polityków, Warszawa 1919 POLONA - wersja elektroniczna

## Literatura
- Jerzy Oleksiński, Lewandowski Zenon Eugeniusz (1859-1927), Polski Słownik Biograficzny, Wrocław-Warszawa-Kraków-Gdańsk 1972, t. 17, s 213-215
- Lewandowski Zenon Eugeniusz, [w:] Słownik biograficzny działaczy ruchu ludowego, [makieta], Warszawa 1989, s. 231
- Bazyli Leszczyłowski: Farmaceuta, polityk, społecznik – sylwetka Zenona Lewandowskiego, bez recepty, nr 2000/07, [w:]
- Biogram na stronie Sejmu RP